# 高岡市立戸出中学校
高岡市立戸出中学校（たかおかしりつ といでちゅうがっこう）は、富山県高岡市にある市立中学校。